# Моллова Оксана Сергіївна
Окса́на Сергіївна Мо́ллова  (Кисельова, нар. 18 вересня 1988, Тунгор, РРФСР) — українська баскетболістка, гравчиня БК «Франківськ–Прикарпаття». Неодноразова чемпіонка України з баскетболу, виступала у міжнародних турнірах в складі національної збірної України з баскетболу та баскетболу 3х3. Заслужений мастер спорту України.

## Спортивна кар'єра
Оксана Моллова народилася 1988 року. Перші уроки баскетболу брала в Калуській ДЮСШ на Івано-Франківщині. Першою тренеркою баскетболістки була Людмила Семанишин.
У професійному баскетболі з 2006 року. В клубній кар’єрі спортсменки є виступи як за українські, так і закордонні команди в Казахстані та Польщі. Тричі в складах різних колективів («Єлизавет-Баскет», СК «Прометей», БК «Франківськ») завойовувала медалі найвищої проби в національній першості України.
За версією інформаційного ресурсу eurobasket.com в сезоні 2014/2015 Оксану Моллову визнавали MVP («найціннішою гравчинею») фінальної серії жіночої Суперліги України та кращим форвардом жіночої Суперліги України в складі «Динамо-НПУ» (Київ).  
У послужному списку спортсменки є виступи в складі національної збірної України та збірних U-18 і U-20.
Оксана Моллова також добилася міжнародного визнання як гравчиня з баскетболу 3х3. В цьому різновиді спорту вона разом із партнерками по національній збірній завоювала бронзу Чемпіонату світу 2017 року.

## Досягнення
Чемпіонат України:
- Чемпіонка: 2014, 2021, 2023

 Чемпіонат Казахстана
- Віце-чемпіонка: 2013

Чемпіонат світу з баскетболу 3х3
- Бронзова призерка: 2017